# Maturação da afinidade
A maturação de afinidade (em inglês affinity maturation) é um processo do sistema imunológico de  mamíferos, cujo resultado é a melhora da eficiência da resposta imune em um segundo contato com um antígeno. A maturação de afinidade ocorre em linfócitos B maduros nos centros germinativos dos linfonodos e se baseia no processo de hipermutação somática, com um aumento da taxa mutacional em determinadas partes do DNA nessas células e Seleção clonal. Ela ocorre muito tempo após da recombinação V(D)J, que é responsável pela diversidade "inata" de linfócitos B. O processo natural de maturação de afinidade pode ser executado em condições artificiais através  da melhora de anticorpos recombinantes e fragmentos de anticorpos, sendo então denominado maturação de afinidade in-vitro.

## Fisiologia
Após o primeiro contato com antígenos de linfócitos B expressando IgM, a maioria dessas células se diferenciam em plasmócitos responsáveis pela produção de anticorpos do tipo  IgG. Uma outra partem ruma aos centros germinativos dos linfonodos, onde provavelmente ocorrerão diversas mutações nos domínios variáveis das cadeias leve e pesada de imunoglobulina. A taxa de mutação, em comparação com outras células somáticas é até 1.000.000 de vezes aumentada e leva a, em média, uma mutação dentro dos domínios variáveis por geração celular. A enzima " Activation Induced Cytidine Deaminase (AID) possui um papel importante nesse processo. Para a sobrevivência desses linfócitos B mutados é essencial  que seus anticorpos ligados à membrana interajam com  células dendríticas foliculares apresentadoras de antígeno. Dessa forma, as células "competem" entre si e com as responsáveis pela resposta primária. Através desse processo, apenas as com afinidade melhorada pelo antígeno sobrevivem, sobrando apenas uma pequena  população clonal. Após essa seleção, os linfócitos B sobreviventes diferenciam-se em células de memória, que mantém a informação genética do anticorpo mutado e selecionado. Em um novo contato com o antígeno, esses anticorpos otimizados permitirão uma resposta imune humoral mais rápida e eficiente.

## Uso biotecnológico
Baseado no processo da maturação de afinidade  In-vivo, desenvolveu-se a maturação de afinidade In-vitro para otimização de anticorpos e fragmentos tecnológicos para uso laboratorial através da biotecnologia.  O modelo de mutação e seleção é usado para aumentar a eficiência. A maturação de afinidade In-vitro  é particularmente importante para anticorpos e fragmentos deles derivados que não passam por  maturação de afinidade in vivo. Entre esses, destacam-se principalmente aqueles selecionados por screening de bibliotecas de anticorpos sintéticos ou "naive"  O princípio pode ser utilizado também para a maturação de afinidade de outras biomoléculas, como anticorpomiméticos.
Para a maturação de afinidade In-vitro são utilizadas técnicas de display, como, por exemplo, o "Phage-Display". Eles se baseiam no fato que, cada anticorpo está ligado diretamente a  uma sequência de DNA codificante.  O DNA codificante pode ser modificado com a técnica de "chain shuffling" ou técnicas de mutação como o uso de radiação beta, agentes mutagênicos químicos ou "Error-prone PCR". Com o uso de técnicas de display par seleção, anticorpos com uma afinidade da ordem de nanomolar pode ser obtida com 2 ou 3 mutações (ou ciclos celulares)